# Petrobras Argentina
Petrobras Argentina foi uma companhia energética argentina, sediada em Buenos Aires. Primariamente subsidiaria da Petrobras, foi adquirida pelo  grupo Pampa Energía. Com capital aberto na Bolsa de Buenos Aires, compondo o índice Merval, atuou na exploração, refino, distribuição de petróleo e gás natural e derivados, além de geração, transporte e distribuição de energia elétrica e na indústria petroquímica.

## História
As atividades da Petrobras na Argentina foram iniciadas em 1990, com atividades de exploração de campos de petróleo e gás, em um processo de internacionalização das atividades da Petrobras.
Em 1992, a Braspetro (subsidiária internacional da Petrobras) e a BR (subsidiária de distribuição da Petrobras) assinaram um acordo de associação, visando o mercado de distribuição de derivados argentino.
Em 1997, a Braspetro adquiriu direitos de exploração no bloco Puesto Zuñiga, na Bacia de Neuquén. 
Em 2000, é constituída a Mega, atuante no segmento de gás e energia, com um investimento no valor de US$ 715 milhões, na qual a Petrobrás entrou com 34% do capital, além da Yacimientos Petrolíferos Fiscales (YPF) (38%) e da Dow Chemical (28%). 

### Troca de ativos com a Repsol-YPF
Em 2001, foi realizado um acordo para a troca de ativos entre a Petrobras e a Repsol-YPF, pelo qual a Petrobras assumiu 700 postos de combustível da EG3 na Argentina e a Refinaria Ricardo D. Eliçabe na cidade de Bahía Blanca, na Província de Buenos Aires, com capacidade de produção de 30,5 mil barris por dia. Em troca, a Repsol-YPF assumiu cerca de 300 postos da BR Distribuidora no Brasil e 30% da Refinaria Alberto Pasqualini (REFAP), no Rio Grande do Sul, com capacidade de produção de 188 mil barris por dia. A transação foi avaliada em US$ 1 bilhão.

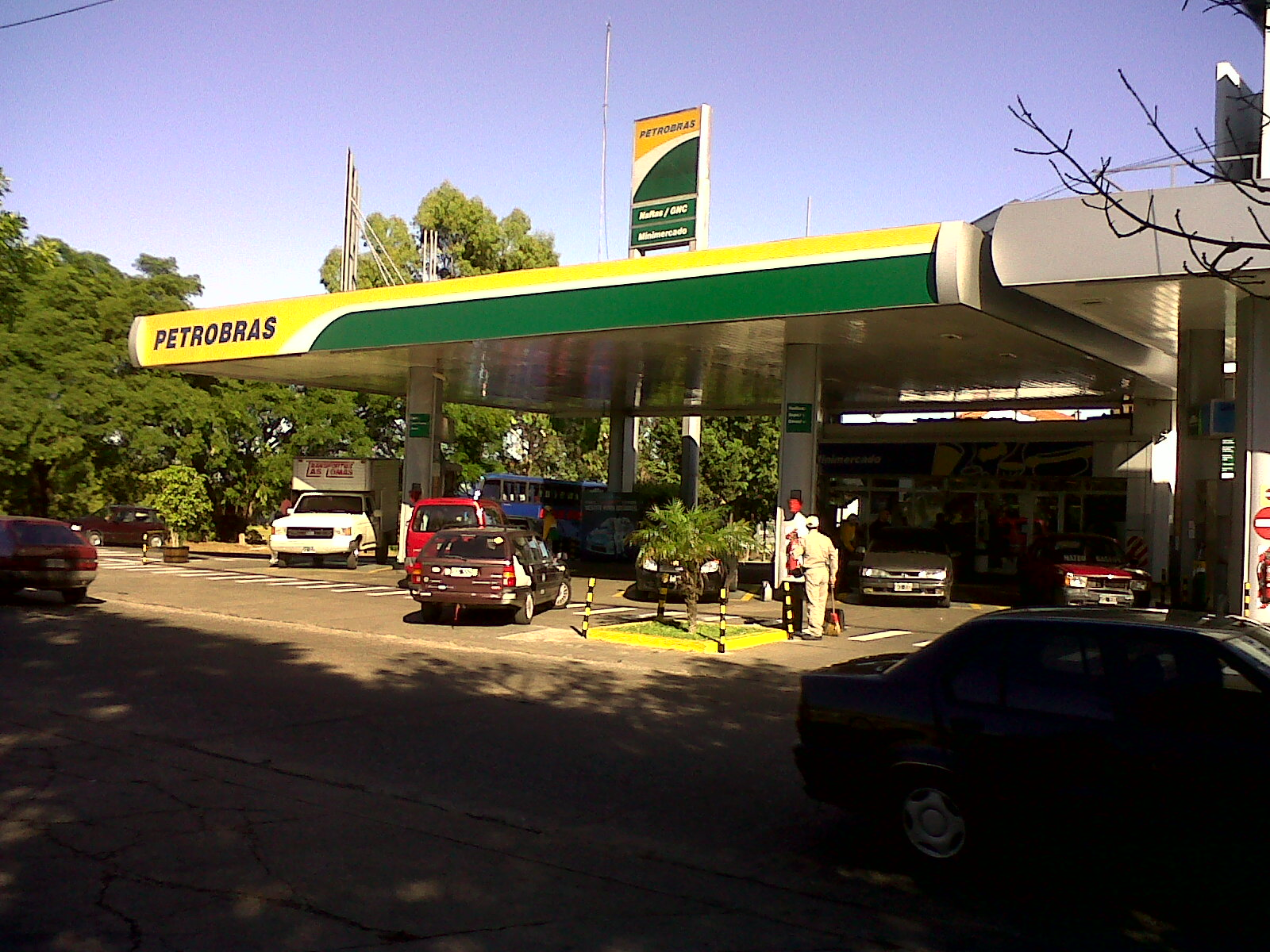
Posto Petrobras na Argentina

Com a crise política e econômica da Argentina em 2001, a Petrobras ampliou sua participação no território. Em agosto de 2002, foi adquirida a Petrolera Santa Fé por US$ 85,5 milhões, produtora de petróleo e gás nos campos de Sierra Chata, Refugio Tupungato, Atamisqui e El Tordillo, além de concessionária do campo de El Mangrullo.

### Aquisição da Pérez Companc
Em outubro de 2002, foi adquirida a empresa argentina de energia Pérez Companc (Pecom) pelo valor de US$ 1,2 bilhão mais a assunção de dívidas superiores a US$ 2 bilhões. A companhia atuava em vários países da América Latina, no setor de petróleo, gás natural e energia elétrica, controlando ou tendo participação minoritária na Argentina naː 
- exploração e produção de óleo e gás (Petrolera Pérez Companc);
- refino (Refinaria de San Lorenzo e Refinaria Del Norte);
- distribuição de combustíveis (117 postos das marcas San Lorenzo e PeCom);
- comercialização e transporte de produtos (Transportadora de Gas del Sur - TGS, Oleoductos del Valle, Terminales Marítimas Patagónicas);
- petroquímica (Complexo Puerto General San Martin, Complexo Zarate, División Fertilizantes, Petroquímica Cuyo);
- geração de energia (hidrelétricas Piedra Del Águila e Pichi Picún Leufú, e termelétrica Genelba);
- transmissão de energia (Enecor, Transba, Transener, Yacylee);
- distribuição de energia (Edesur)

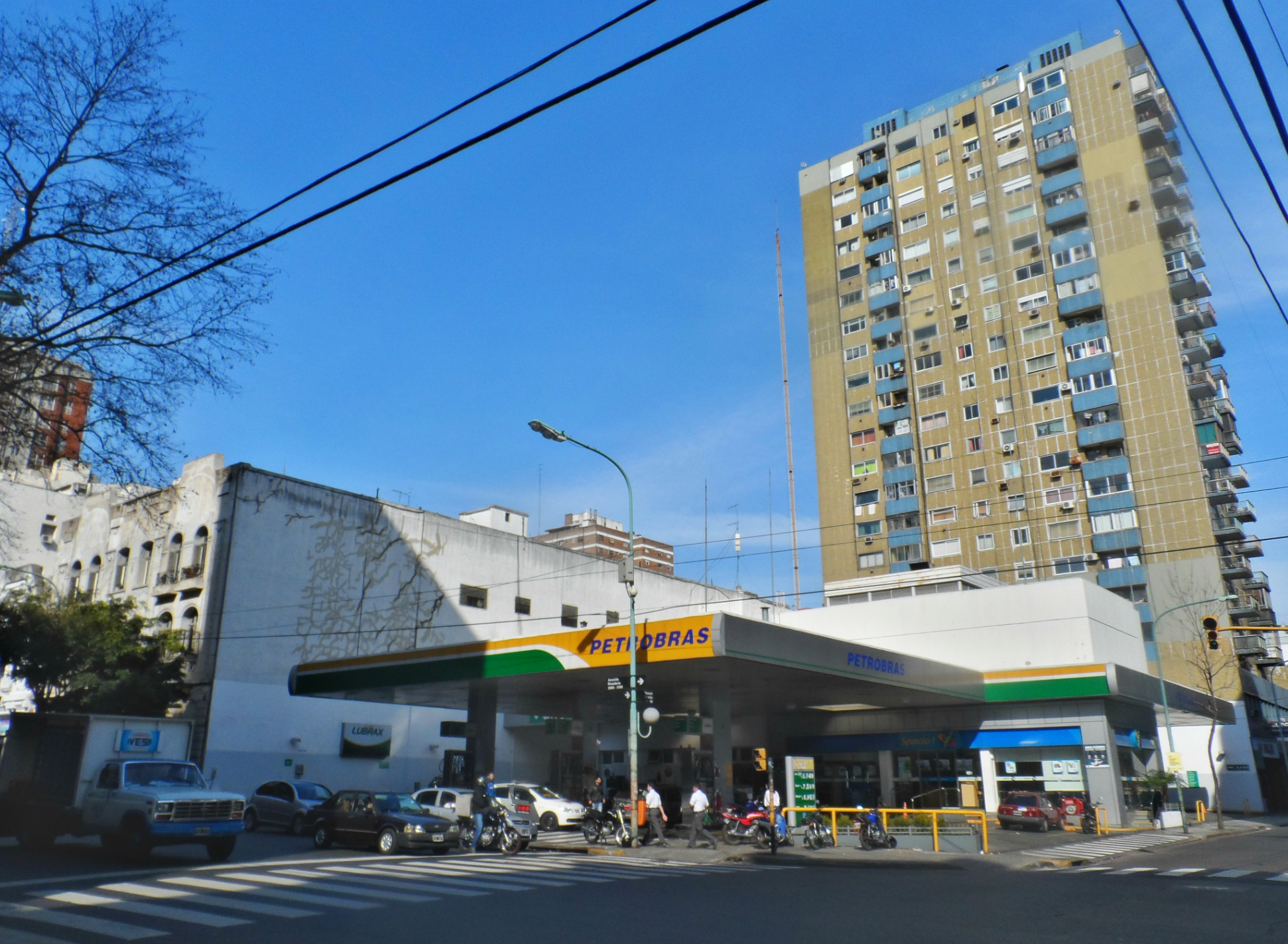
Posto Petrobras em Buenos Aires

A Pérez Companc era detentora de 22 campos produtores na Argentina e 15 em outros países e 7 mil km de dutos. A empresa também tinha negócios no Brasil (blocos de exporação e petroquímica Innova), Bolívia, Equador, Peru e Venezuela. O nome da companhia foi alterado para Petrobras Energía S.A. (Pesa).
Com a aquisição da Pecom, a produção de petróleo e gás da Petrobras na Argentina passou de 20 mil boe/dia para 120 mil boe/dia em 2002.

### Fusão
Em novembro de 2004, foi iniciado um processo de fusão das empresas da Petrobras na Argentina, com a incorporação pela Petrobras Energía S.A. (Pesa) das empresas EG3 S.A. (refino e distribuição), Petrobras Argentina S.A. (produção de óleo e gás) e Petrolera Santa Fé S.R.L (produção de óleo e gás). Com a fusão, a Petrobras se tornou a segunda maior empresa petrolífera da Argentina, controlando 12% da produção e 14% das reservas de petróleo, além de atuar em todos os segmentos do setor energético. Em 2009, a razão social da Petrobras Energia passaria a se chamar Petrobras Argentina.

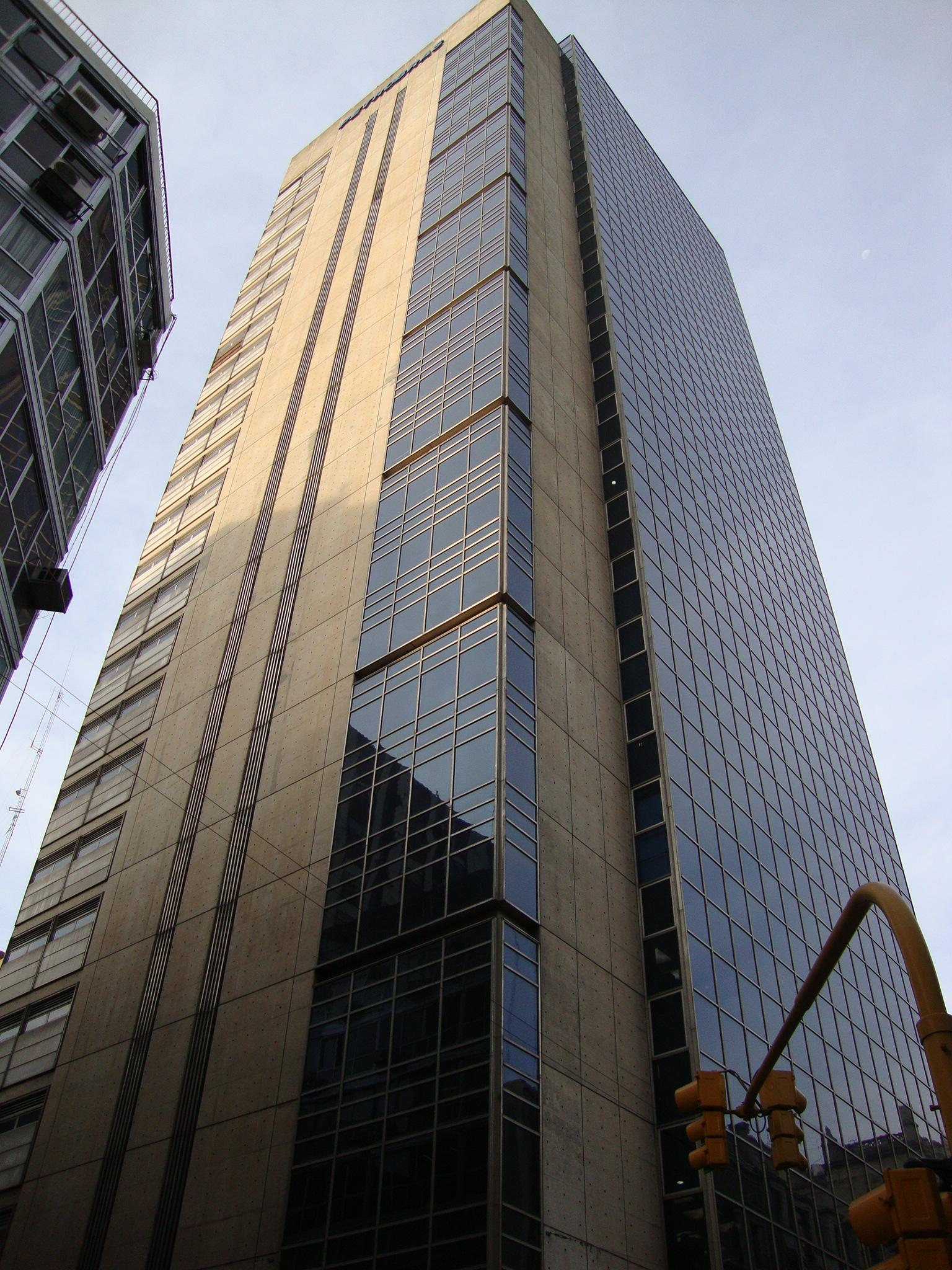
Torre Pérez Companc, adquirida pela Petrobras

Em 2004, a Petrobras era proprietária de cinco unidades petroquímicas, uma rede de oleodutos e gasodutos, participação na Transportadora de Gas del Sur (TGS), na Transener (empresa de transmissão e distribuição de eletricidade), duas hidrelétricas (Piedra Del Águila e Pichi Picún Leufú) e participação na termelétrica Genelba (que era responsável por 10% da energia elétrica do país), consolidando-se como uma empresa integrada de energia.

### Venda
Em 2007, a Petrobras vendeu as transmissoras Transener por US$ 54 milhões e Yacylee por US$ 6 milhões.
Em 2010, a Refinaria de San Lorenzo e 345 postos de combustível foram vendidos para a Oil Combustibles por US$ 110 milhões.
Em julho de 2016, a Petrobras vendeu a totalidade da participação de 67,19% na Petrobras Argentina (PESA) para a Pampa Energía por US$ 897 milhões. A  Petrobras manteve 33,6% da concessão de Rio Neuquen, na Argentina e 100% do ativo de Colpa Caranda, na Bolívia.